# Zaklada Rockefeller
Zaklada Rockefeller (en. Rockefeller Foundation), privatna zaklada koju su 14. svibnja 1913. godine osnovali američki poduzetnik John D. Rockefeller (1839. – 1937.) i njegov sin John D. Rockefeller ml. (1874. – 1960.). Svrha zaklade je promicanje dobrobiti čovječanstva diljem svijeta.
Rad Zaklade započeo je davanjem financijske podrške Zavodu za javno zdravstvo. Godine 2015. bili su trideset i deveta najveća zaklada prema visini donacija.

## Vanjske poveznice
- Službene stranice Zaklade Rockefeller (engl.)